# 深層心理
深層心理（しんそうしんり）とは、心理学の考え方で、人間の心理には自分自身が意識できる表層心理とは別にあるとされる、自分では気付かない無意識下における心理状態のこと。深層心理を扱う学問が深層心理学であり、ジークムント・フロイトやカール・グスタフ・ユングらの研究によって、深層心理の存在は広く知られるようになった。人の行動には、この深層心理が大きな影響を及ぼしていることが明らかになった。「いつから？」　　また、この発見は文学、哲学などのあらゆる分野に大きく影響を及ぼした。